# Ungarische Badminton-Mannschaftsmeisterschaft 1996
Die Ungarische Badminton-Mannschaftsmeisterschaft 1996 war die 28. Auflage des Teamwettstreits in Ungarn. Es wurde ein Wettbewerb für gemischte Mannschaften ausgetragen. Meister wurde das Team von Honvéd Zrínyi SE.

## Endstand
| Platz | Mannschaft |
| ----- | --- |
| 1.    | Honvéd Zrínyi SE (Zsolt Kocsis, Gyula Szalai, György Vörös, Antal Goetter, András Sinka, Csaba Szikra, Norbert Menczel, Melinda Keszthelyi, Andrea Ódor, Andrea Dakó, Hajnalka Horváth, Bernadett Krajcsovicz, Bettina Menczel) |
| 2.    | Tollaslabda Club Debrecen |
| 3.    | Rosco SE |
| 4.    | OSC Tollaslabda Szakosztálya |
| 5.    | BEAC |
| 6.    | Nyíregyházi VSC |